# シオン教会 (バッティカロア)
シオン教会（シオンきょうかい、タミル語: சீயோன் தேவாலயம்）は、スリランカの東部州バッティカロアにある福音派教会。バッティカロアのセントラルロード34Aに位置する。この教会は1974年にインパム・モーセ牧師により設立された。中部州キャンディにあるライトハウス教会の傘下にある。2019年現在の主任牧師はロシャン・マヘサンである。

## 2019年のテロ事件
シオン教会は2019年4月21日のスリランカ連続爆破テロ事件で攻撃を受けた。教会内での爆発により約25名の死傷者が報告され、また教会の近くでも少数の死傷者が報告された。事件当時、教会の主任牧師ロシャン・マヘサンはノルウェーのオスロにあるフェイス・タミル・バプテスト教会を訪問しており、バッティカロアには不在であった。